# Sueichi Kido
Sueichi Kido (木戸 季市), né en 1940 à Nagasaki, est un survivant de la bombe atomique de Nagasaki en août 1945.

## Biographie
Sueichi Kido avait cinq ans lors du bombardement américain sur sa ville natale, à seulement deux kilomètres de son habitation. Il est propulsé à 20 mètres par l'explosion et laissé inconscient ; il s'est réveillé et a découvert le visage de sa mère qui le protégeait gravement brûlé,. À la suite de cette attaque, les médias ont été censurés immédiatement.

« Dire que je suis un hibakusha (terme japonais donné aux survivants de la bombe atomique), dire que j’ai vécu la bombe atomique, cela a demandé énormément de courage...
Même à l’université, j’essayais de changer de sujet quand on parlait de la guerre. Mes amis n’osaient jamais me poser de questions sur mon expérience. »

— Sueichi Kido
Après des études de troisième cycle à l'Université Dōshisha, il a travaillé dans un collège de la préfecture de Gifu jusqu’à devenir professeur émérite. Depuis 1991, il contribue au mouvement Hibakusha. Il est secrétaire général de Nihon Hidankyo (Confédération japonaise des organisations de victimes des bombes A et H) depuis 2017.

## Prix et reconnaissances
- 2024 ː Prix Nobel de la paix avec son organisation Nihon Hidankyo[6],[5]